# Bassetthorn

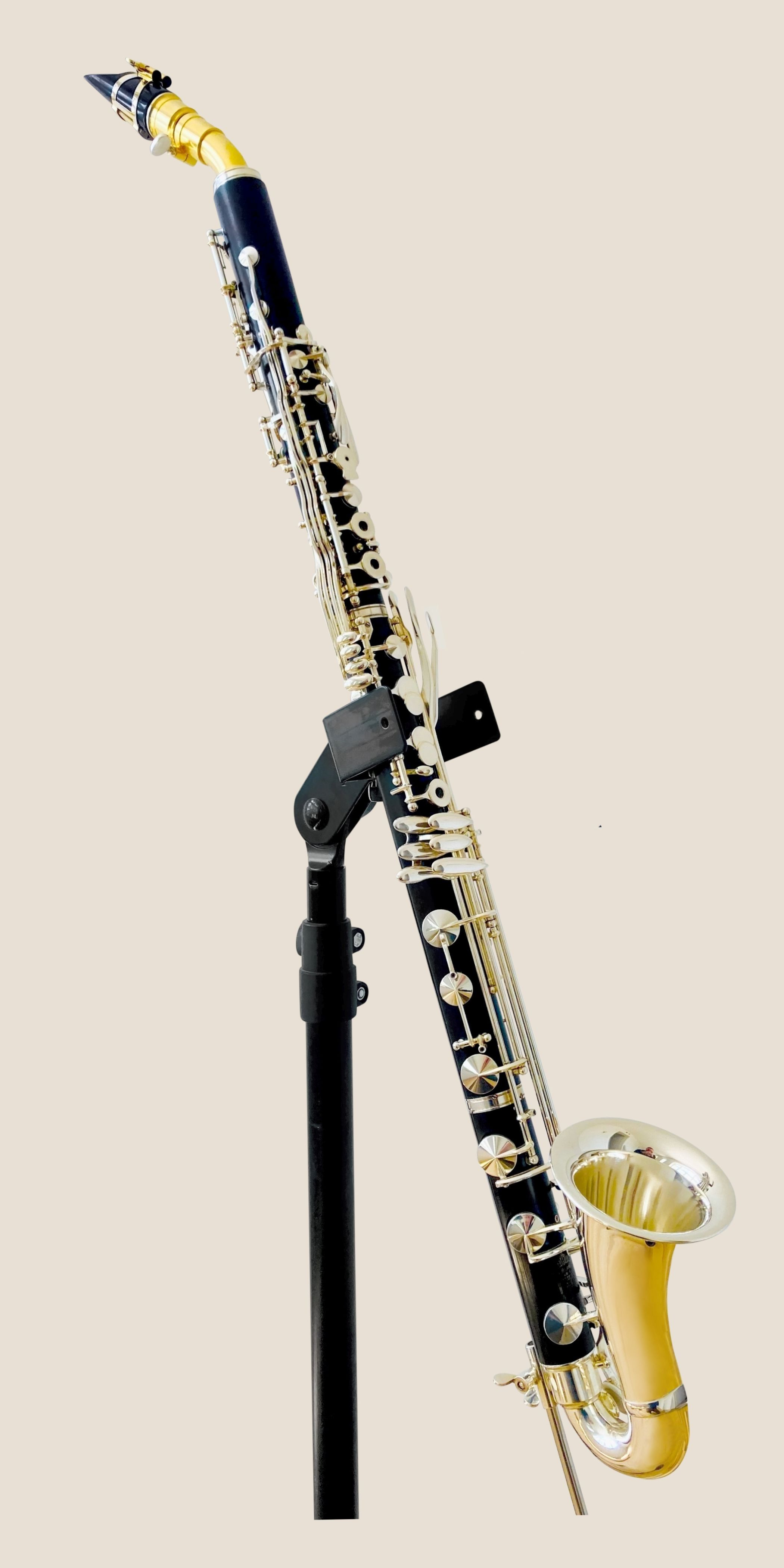
Bassethorn (Leblanc), franska systemet

Bassetthorn är ett träblåsinstrument som liknar altklarinetten. Bassetthornet är vanligen stämt i F. Från början, det vill säga 1770-talet, var bassetthornet krökt, men blev med tiden rakt.
Ett känt verk med bassetthorn i instrumentariet är Mozarts Requiem.